# 우리쌀사랑시민운동
우리쌀사랑시민운동은 고품질 쌀에 대한 소비자의 인식제고, 미곡처리장에 대한 교육 등 고품질쌀 공급 장려활동을 목적으로 2004년 8월 19일 설립된 대한민국 농림수산식품부 소관의 사단법인이다. 사무실은 경기도 고양시 일산동구 장항동 752-1에 있다.